# マヌエル・シェンクイゼン
マヌエル・グルービー・シェンクイゼン (Manuel Grubby Schenkhuizen、1986年5月11日 -) は、オランダのプロゲーマー。
インドネシア系オランダ人の両親から生まれ、リアルタイムストラテジー「Warcraft III」と「スタークラフト2」で活動中である。